# Juan de la Cosa

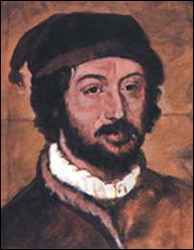
Juan de la Cosa (1460-1510)

Juan de la Cosa, född ca 1460 i Santoña i Kantabrien, död 28 februari 1510, spansk kartograf och upptäcktsresande. Cosa deltog i sju resor till Nya världen, och gjorde den första Mappa Mundi (1500) som visar Amerika.
Juan de la Cosa reste med Christopher Columbus under hans första tre resor till Nya världen. Under första resan, 1492, ägde Cosa skeppet Santa Maria. Andra resan 1493 var han kartograf på Marigalante, och tredje resan åkte han med La Nina. Efter detta företog han fyra resor 1499–1510, under den sista dödades han av indianer.
Han gjorde flera kartor, av vilka Mappa Mundi är den första kartan över hela jorden som även visar Nya världen. Kartan förvaras nu på Museo Naval i Madrid.